# Tuitatui
Tuʻitātui (auch: Tuʻi-tā-tui, dt.: „Der König, der das Knie schlägt“) war der 11. König der Dynastie der Tuʻi Tonga in Tonga. Er soll um 1100 n. Chr. gelebt haben. Erzählungen über sein Leben stammen hauptsächlich aus dem Bereich der Mythen und Legenden.

## Heketā
Nach der Legende hielt Tuʻitātui, wie auch schon sein Vater Momo, Hof in Heketā (dt. Lahm geschlagen), in der Nähe von Niutoua auf Tongatapu. Dort baute er, als Zugang zum königlichen Hof, den Haʻamonga-ʻa-Maui. Von dem ein Pfad über ca. 50 m zum erhöhten ʻesi maka fākinanga (Stein zum Anlehnen) führte, wo der König saß, geschützt vor Anschlägen von hinten. Es heißt, Tuʻitātui sei ein großer, starker Mann gewesen, der mit Leichtigkeit einen großen Stab führte, als wäre es nichts. Er schlug jeden gegen das Knie, der ihm zu nahekam. Dem entspricht auch eine neuartige Anordnung des Kavakreises (einer formalen Zusammenkunft der Chiefs), in welcher der König etwas abgesondert von den anderen saß.
Tuʻitātui werden auch die ältesten Langi (Grabstätten) zugeschrieben: Langi Heketā und Langi Moʻungalafa (wo vier seiner Kinder bestattet wurden). Daneben wird ein Sportplatz für das Spiel sikaʻulutoa (Bambusstabwurf) auf ihn zurückgeführt.

## Herrschaft
Neben dem Tongaischen Imperium erbte Tuʻitātui auch von seinem Schwiegervater die Position eines Häuptlings (Ministers) von Loʻau. Zusammen führten sie Land- und soziale Reformen durch, bauten den Kronrat (Fale Fā, Haus der Vier) um und stärkten ihn und die alten königlichen Ratgeber und Wächter der Tuʻi Tonga. Tuʻitātui setzte Matakehe und Tuʻifolaha aus dem Fale Fā ab und ersetzte sie durch Tuʻitalau und Tuʻiʻamanave von Talau von der Insel Vavaʻu im Norden.
Eine Legende berichtet auch, dass Tuʻitātui nicht wusste, dass er einen älteren Stiefbruder hatte. Fasiʻapule stellte sich ihm vor, indem er Tuʻitātui Rätsel vorlegte. Der König war dadurch beeindruckt und machte Fasiʻapule zu einem Anführer.

## Sāngone
Eine Legende erzählt von Tuʻitātuis Haustier, einer Schildkröte mit Namen Sangone. Eines Tages stahl ein Samoaner namens Lekapai die Schildkröte und verspeiste sie. Als Fasiʻapule mit einem Rettungsteam nach Savaiʻi kam, war nur der Panzer übrig, bestattet an einem geheimen Platz und bewacht von dem Zwerg Lafaipana. Erst als Fasiʻapule bewiesen hatte, das sein Verstand schärfer war als der Lafaipanas und er mehrere Rätsel gelöst hatte, konnte er den Panzer erhalten und ihn mit nach Tonga nehmen. Diese Erzählung könnte Bezug haben zu einer Revolte in Samoa durch die Chiefs Lekapai und Lafaipana, die von Loʻau Tuputoka und Fasiʻapule aufgelöst wurde. Noch generationenlang waren Tongaische Könige Herrscher über Sāmoa.

## Nua
Eines Tages kam Tuʻitātui auf die Luvseite der Insel ʻEueiki, wo er eine Frau sah mit den Beinen im Meer. Eine Weile konnte er nicht entscheiden, ob sie ein Mensch oder ein Böser Geist war, aber nach einigen Diskussionen und Rätselfragen, entschied er, dass sie menschlich sei und bat sie nach Olotele zu kommen, einer Residenz der Tuʻi Tonga. Daraufhin nannte sie ihren Namen, „Nua“, und willigte ein, mit dem König zu gehen.
Nua gebar dem Tuʻitātui drei Söhne: Uanga, ʻAfulunga und Sina, sowie die Tochter Fatafehi. Uanga erbaute Langi Leka, den ersten Langi in Muʻa und verlegte auch den Königshof dorthin nach dem Tod seines Vaters.

## Lebensende
Tuʻitātui hatte mehrere große Häuser in Heketā mit erhöhten Plattformen, sogenannten fata aus fehi-Holz. Diese wurden daher als fatafehi bezeichnet und das Wort erhielt die Bedeutung eines königlichen Namens in Tonga; eine Fatafehi war beispielsweise die Tochter des Königs.
Eines Tages erklomm der König eine dieser Plattformen und rief seine „Schwester“, Lātūtama: „O, da kommen große Schiffe, wahrscheinlich von Haʻapai.“ „Lüge!“, antwortete seine Schwester. „Keine Lüge, komm herauf und sieh selbst. Es ist eine große Flotte, 1, 2, 5, keine 100 Boote denke ich.“ erwiderte der König. Die Frau ging hinauf, doch nichts war zu sehen. Der König aber packte sie und vergewaltigte sie, da er wusste, dass niemand sie sehen konnte. Lātūtamas Dienerinnen jedoch sahen Blutstropfen und fragten, wass das sei. Tuʻitātui antwortete: „O, es stammt von einem Flughund.“ Der Ort heißt danach immer noch Toipeka (Blutspritzer des peka-Flugfuchs). Lātūtamas Brüder aber waren außer sich, als sie dies hörten und schworen den König zu töten. Tuʻitātui floh nach ʻEua, doch er entkam nicht seinem Schicksal.
In der Zwischenzeit kehrte Fasiʻapule von Fidschi zurück und als er hörte, Tuʻitātui sei in ʻEua, reiste er mit einem Mann von Fidschi im Kanu dorthin. Sie wurden von einem seltsamen Licht geleitet und als sie ankamen, zeigte es sich, dass es die Beerdigungsfakeln des toten Königs waren. Fasiʻapule tötete daraufhin seinen Begleiter, ersetzte mit ihm den Leichnam des Tuʻitātui und schmuggelte den Körper davon. Als er sich Tongatapu näherte, rastete er auf einer der äußeren Inseln. Diese erhielt damals den Namen Motutapu (Heilige Insel), weil sie als Ruheplatz für den Tuʻi Tonga gedient hatte. Von dort fuhr Fasiʻapule weiter nach Malapo. Dort ereilte sie die Nacht und die Prozession musste auf einer Insel in der Lagune rasten, in der Nähe von Folaha. Diese Insel wird heute noch als Moʻungatapu (Heiliger Berg) bezeichnet. Am nächsten Tag erreichte der Zug Malapo, wo der Clan von Tuʻitātuis Mutter, die Haʻangongo, sich um den Leichnam annahmen.
Verschiedene Orte beanspruchen die Grabstelle von Tuʻitātui, wie zum Beispiel Muʻa und ʻUiha. Im Südosten von ʻUiha wird ein altes Grab gezeigt, mit den Knochen eins großen Mannes, den man für Tuʻitātui hält. Weitere Ansprüche werden von ʻOtu Motu Kinekina erhoben.
| Vorgänger | Amt                | Nachfolger |
| --------- | ------------------ | ---------- |
| Momo      | Tuʻi Tonga um 1100 | Talatama   |